# جيمس أوسكار غاردينر
جيمس أوسكار غاردينر هو سياسي كندي، ولد في 27 يوليو 1924، وتوفي في 3 أكتوبر 2002. انتخب عضو المجلس التشريعي من ساسكاتشوان.